# Structure alvéolaire ultra-légère
 (signalé en juin 2025).
Si vous disposez d'ouvrages ou d'articles de référence ou si vous connaissez des sites web de qualité traitant du thème abordé ici, merci de compléter l'article en donnant les références utiles à sa vérifiabilité et en les liant à la section « Notes et références ».
- Archive Wikiwix
- Bing
- Cairn
- DuckDuckGo
- E. Universalis
- Gallica
- Google
- G. Books
- G. News
- G. Scholar
- Persée
- Qwant
- (zh) Baidu
- (ru) Yandex
- (wd) trouver des œuvres sur Wikidata

Les structures alvéolaires ultra-légères (SAUL) sont des produits utilisés essentiellement dans le domaine du bâtiment et des travaux publics. 
Elles sont mises en œuvre pour la réalisation d’ouvrages enterrés de génie civil assurant le recueil, le stockage et la restitution des eaux pluviales au milieu naturel (par infiltration ou rejet à débit contrôlé) ou aux réseaux d'assainissement. Elles peuvent éventuellement être aussi utilisées pour créer des remblais allégés permettant de ne pas surcharger des ouvrages de génie civil mais cette utilisation reste marginale.

## Description
Ces produits présentent un taux de vide utile de plus de 90 %, ont une forme généralement parallélépipédique et associent des  résistances aux compressions dans tout sens 
Initiés par la société Induplast, à partir de 1986, ils sont devenus, grâce à la multiplication de concepts nouveaux, des instruments privilégiés de la gestion des eaux en milieu urbain et rural. La Loi sur l'Eau de janvier 1992 en a favorisé l'essor en focalisant l'attention des concepteurs d'espaces publics sur les besoins en rétention d'eau.
Ces SAUL ont fait l'objet de plusieurs guides techniques au cours des dernières décennies : 
- Utilisation de structures alvéolaires ultra-légères en remblai routier, LCPC, 1992.
- Les structures alvéolaires ultra légères (SAUL) en assainissement pluvial, LCPC, CERTU, Ministère de l'équipement, Agence de l'eau, 1998.
- Les structures alvéolaires ultra-légère (SAUL) pour la gestion des eaux pluviales, IFSTAR, décembre 2011.

Devant la profusion de solutions et système il a été créé quatre familles de produit SAUL :
- SAUL de type 1 à diffuseur externe
- SAUL de type 2 à diffuseur interne
- SAUL de type 3 sans diffuseurs
- SAUL de type 4 à canaux de diffusion.

À noter que n'importe lequel de ces systèmes doit pouvoir répondre de son comportement à long terme (50 ans) au travers d'une certification tiers partie (en l’absence de normes) délivré par le CSTB . 
Désormais, plus que le taux de vide de 90 %, le concepteur devra s'attacher aux performances des produits ainsi que la facilité d'accès et d'entretien de l'ouvrage et des éléments connexes pour un traitement des eaux pluviales garantissant une performance globale et pérenne de l'ouvrage.